# Suckarnas bro, Oxford
Suckarnas bro, engelska: Bridge of Sighs, officiellt Hertford Bridge, är en täckt gångbro över gatan New College Lane i Oxford, England. Den ritades av Oxfordarkitekten Thomas Graham Jackson och färdigställdes 1914. Bron kallas i dagligt tal ofta Bridge of Sighs efter Ponte dei Sospiri i Venedig, vars namn i sin tur myntades av Lord Byron. Bron är idag byggnadsminne och klassad som Grade II Listed Building, samt är ett av Oxfords karakteristiska och ofta fotograferade turistmål. Gångbron uppfördes för att sammanbinda de två byggnadskomplexen Old Quadrangle och New Quadrangle som tillhör Hertford College på norra respektive södra sidan, och används fortfarande idag av collegets studenter och medlemmar för att gå mellan bostads- och administrationsbyggnaderna på collegets område.

## I populärkulturen
Bron förekommer i datorstrategispelet Civilization VI, där den tillsammans med Radcliffe Camera illustrerar Oxfords universitet som kan uppföras som ett "underverk" i spelet. Den förekommer även som inspelningsplats i TV-serierna Kommissarie Morse, Kommissarie Lewis och Unge kommissarie Morse, som utspelar sig i Oxford och är baserade på Oxfordförfattaren Colin Dexters romaner. Bron förekommer också i filmatiseringarna av En förlorad värld (för TV 1981,  respektive långfilmen 2008), som delvis utspelas på Hertford College.